# 古文字学
古文字学，也稱古文書學（英語：Paleography) ，為研究古代的文字及手稿，以及書體隨時間變化之学科。古文字学屬於文字學、語言學、歷史或考古的學科。
古文字學主要研究對象：
- 古埃及文
- 亞述文
- 巴比倫文
- 甲骨文

漢語文化圈中，古文字學的研究範圍大致囊括商代到東漢之間出土的文字材料，對史前的刻畫符號也有涉及。
目前學界基於文字材料的不同主要分爲以下幾大類：
- 甲骨文
- 金文
- 戰國簡帛
- 漢簡

此外還有陶文、漆器文字、石刻文字等小類，不一而足。